# Kutusaari
Kutusaari is een Fins eilandje in het zuidelijk deel van het Kilpisjärvi. Het onbewoonde eiland heeft geen oeververbinding en is nog geen hectare groot. Ondanks dat het geen oeververbinding heeft is het eiland grote delen van het jaar bereikbaar; het Kilpisjärvi is meestentijds bevroren.